# André Altuzarra
Pour la marque de prêt-à-porter américaine, voir Altuzarra.
André Altuzarra est un footballeur français, né le 12 juin 1942 à Barcus (Basses-Pyrénées) et mort le 17 décembre 1967 à Urrugne (Basses-Pyrénées). 

## Biographie
Avant-centre ou milieu de terrain offensif (1,72 m), il porte notamment les couleurs du FC Pau de 1959 à 1961 et des Girondins de Bordeaux de 1962 à 1964 en football, et représente la Section Paloise en pelote basque, qui évoluait à l'époque au Stadium de la Gare.
Altuzarra tente l'aventure professionnelle aux Girondins de Bordeaux en compagnie de Roger Lissarague, de 1961 à 1963,. 
Sportif accompli, il obtient 4 titres de champion de France de pelote basque en yoko-garbi et rebot sous les couleurs de la Section Paloise.
Il joue 19 matchs et inscrit 2 buts en Division 1 avec le club bordelais, après que l’entraîneur Salvador Artigas l'ai fait débuter face à Rennes le 8 décembre 1963. Il inscrira un but ce jour-là.
Il meurt dans un accident de voiture sur la route entre Logroño et Pau en 1967 à l'âge de 25 ans,.
Le Pau FC et le Club Deportivo Logroñés disputent deux matchs amicaux, le premier au stade Las Gaunas  le 31 mars 1968, puis un second match amical en hommage le 18 mai 1968 au stade de Billère,. 
La coupe André-Altuzarra est créée entre ces deux clubs. Les deux clubs réunis déposaient des gerbes sur la tombe d'André Altuzarra, en présence de toute la famille Altuzarra réunie.
André Altuzarra possédait 2 sœurs et 2 frères, Gérard et Jean-Pierre Altuzarra, la famille paternelle étant originaire de Logroño en Espagne.